# Vesela Tarasivka, Lutuhîne
Vesela Tarasivka (în ucraineană Весела Тарасівка) este localitatea de reședință a comunei Vesela Tarasivka din raionul Lutuhîne, regiunea Luhansk, Ucraina.

## Demografie
Componența lingvistică a localității Vesela Tarasivka
     Ucraineană (62,87%)
     Rusă (35,38%)
     Alte limbi (0,22%)
Conform recensământului din 2001, majoritatea populației localității Vesela Tarasivka era vorbitoare de ucraineană (62,87%), existând în minoritate și vorbitori de rusă (35,38%).